# 萊爾利 (喬治亞州)
萊爾利（英語：Lyerly）是一個位於美國喬治亞州查圖加縣的城鎮。

## 地理
萊爾利的座標為34°24′13″N 85°24′23″W / 34.40361°N 85.40639°W，而該地的平均海拔高度為192米（即630英尺）。

## 人口
根據2010年美國人口普查的數據，萊爾利的面積為1.90平方千米，當中陸地面積為1.90平方千米，而水域面積為0.00平方千米。當地共有人口540人，而人口密度為每平方千米284人。